# Maing Communal Cemetery Extension
Maing Communal Cemetery Extension is een Britse militaire begraafplaats met gesneuvelden uit de Eerste Wereldoorlog, gelegen in de Franse gemeente Maing in het Noorderdepartement. De begraafplaats ligt in het zuiden van het dospcentrum, aan de zuidkant van de gemeentelijke begraafplaats, langs een kasseiweg. Er worden meer dan 80 gesneuvelden herdacht, waarvan er 85 geïdentificeerd zijn. Het terrein wordt betreden via een trap op de wegberm en is 548 m² groot, met centraal vooraan het Cross of Sacrifice. De begraafplaats wordt onderhouden door de Commonwealth War Graves Commission.
De begraafplaats werd in oktober en november 1918 aangelegd als uitbreiding op de gemeentelijke begraafplaats na de herovering van het dorp. In de jaren 20 werden nog 5 Britse gesneuvelden bijgezet die eerst in oktober 1918 door de Duitsers op de gemeentelijke begraafplaats zelf waren begraven.